# Mercedes-Benz CLK GTR
Mercedes-Benz CLK GTR – samochód wyścigowy zaliczany do ówczesnej kategorii wyścigowej GT1 wyprodukowany w 1997 roku i hipersamochód, produkowany przez niemieckie przedsiębiorstwo Mercedes-AMG w latach 1998–1999.

## Historia i opis modelu

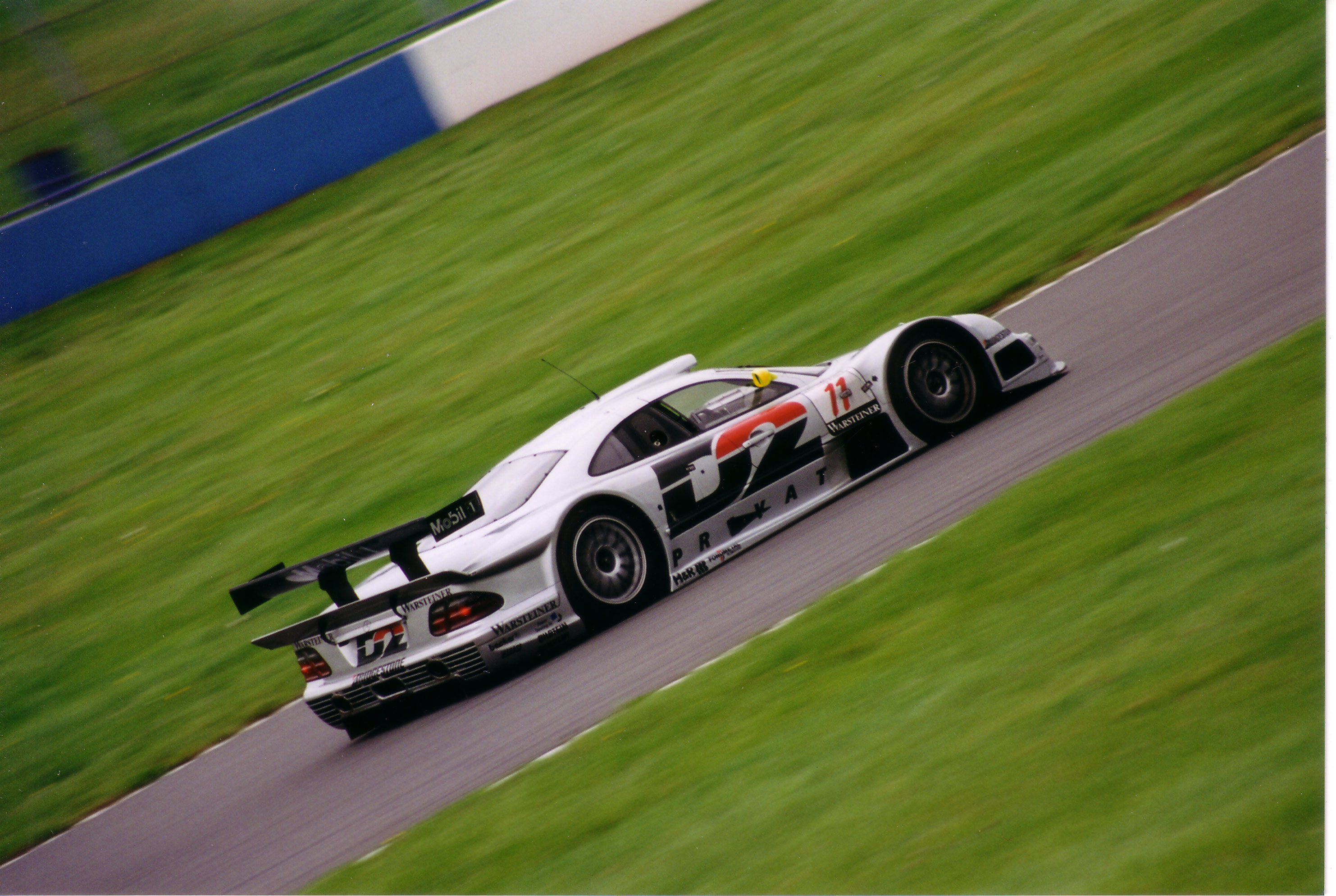
Mercedes-Benz CLK GTR - sylwetka

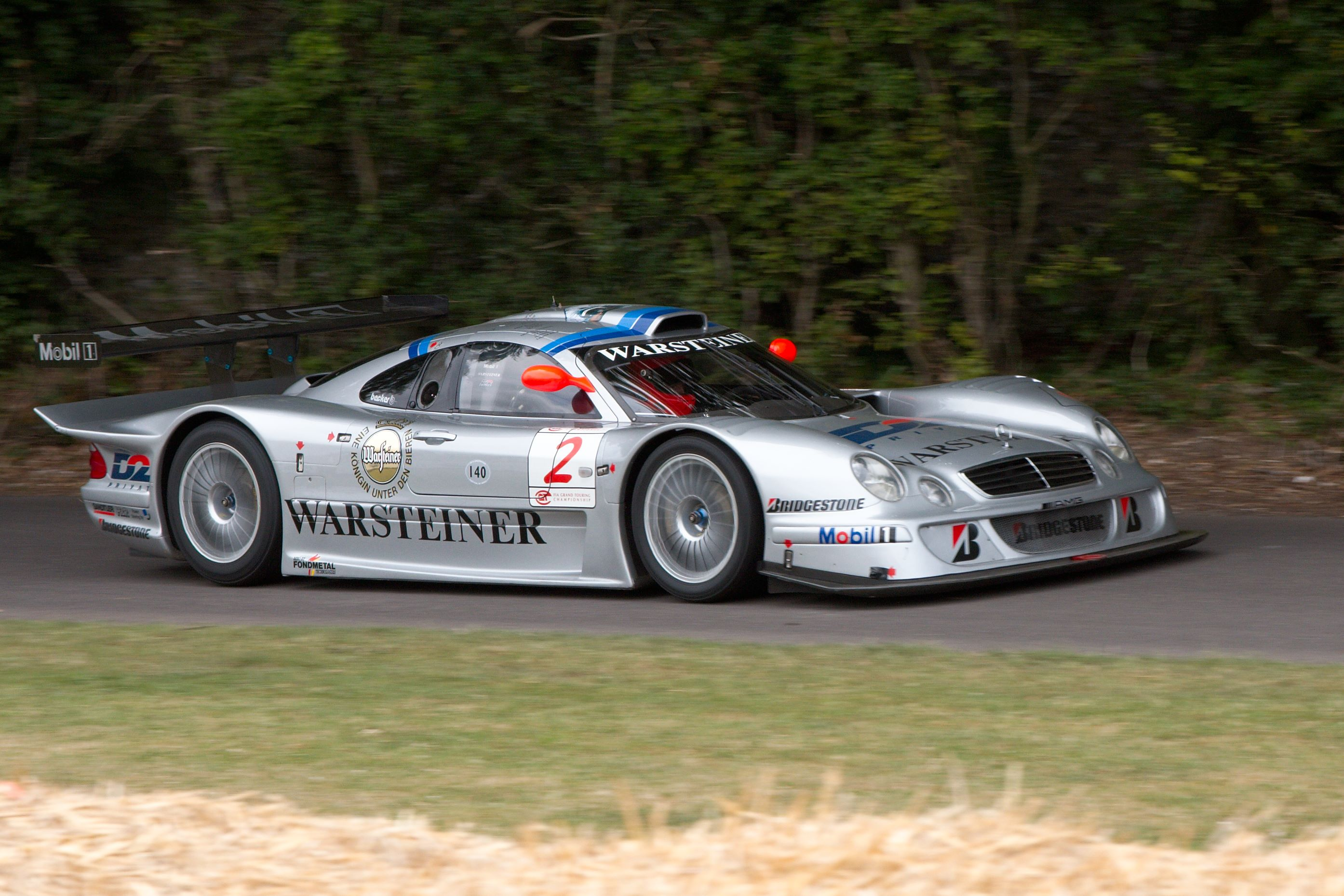
Mercedes-Benz CLK LM

Jego twórcami byli konstruktorzy pracujący w dziale AMG, natomiast głównym przeznaczeniem pokonanie triumfującego w wyścigach samochodów GT Mclarena F1 GTR. Nazwa CLK-GTR nawiązuje do coupé klasy średniej Mercedesa – modelu CLK, jednak w rzeczywistości luźnych powiązań między tymi dwoma modelami można szukać jedynie w stylistyce karoserii. Poza tym CLK GTR to skonstruowany przede wszystkim do walki na torze pojazd, którego wersja drogowa miała wyłącznie spełniać obowiązek produkcji nałożony przez FIA. Proces konstrukcyjny pojazdu trwał 128 dni.
Wersja stworzona w 1997 roku była przeznaczona do rywalizacji w ówczesnych wyścigach serii FIA GT. Początkowo przegrywając walkę z McLarenami, w drugiej części sezonu Mercedesy wyszły na prowadzenie i ostatecznie zwyciężyły, zarówno w kategorii zespołu, jak i pojedynczego pojazdu (mistrzem został Bernd Schneider). W 1998 roku Mercedes CLK GTR oficjalnie wystartował w dwóch pierwszych wyścigach serii, po czym skupił się na długodystansowym wyścigu 24h Le Mans. Zmodernizowany, przygotowany pod kilkakrotnie dłuższą rywalizację model oznaczono jako Mercedes CLK LM. Zmiany (głównie silniki) nie sprawdziły się - oba CLK LM odpadły z wyścigu w pierwszych jego godzinach. 
Jednak w wyścigach średniego dystansu zastąpienie modeli CLK GTR przez CLK LM poskutkowało miażdżącym zwycięstwem Mercedesa w FIA GT w roku 1998. W 1999 roku, wskutek braku konkurentów dla modelu CLK LM, kategoria GT1 została zlikwidowana. Chcąc zdobyć trofeum w Le Mans, Mercedes postanowił porzucić CLK LM i skupić się na stworzeniu nowego bolidu - wyścigowy prototyp znany jako CLR stał się "sławny" dzięki spektakularnym wypadkom, a przede wszystkim "wylocie" z toru w 1999 roku.

### Silniki
GTR:
- V12 6.0l LS600

LM:
- V8 5.0l GT108B[2]

### Wersja cywilna

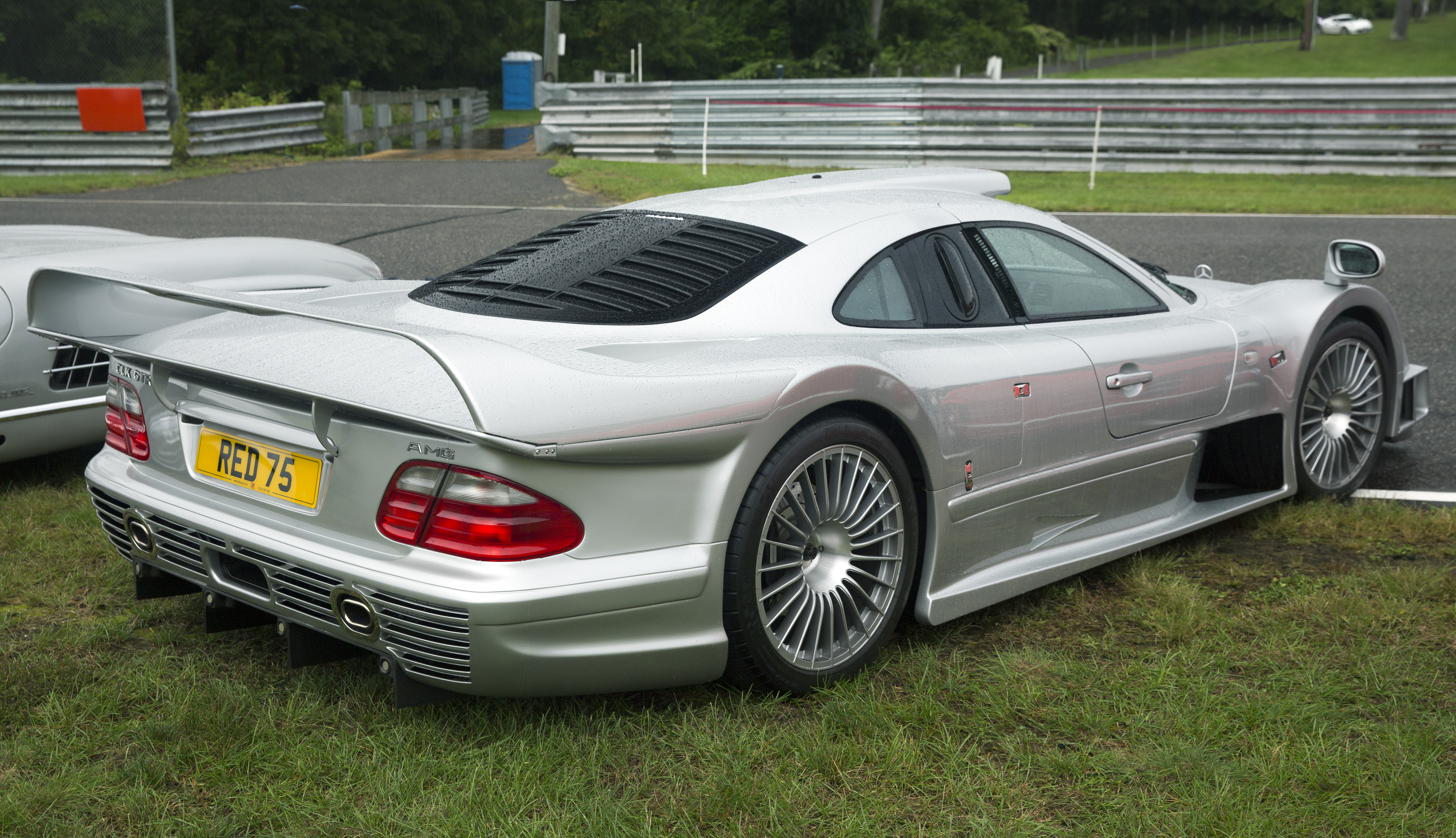
Mercedes-Benz CLK GTR - tył

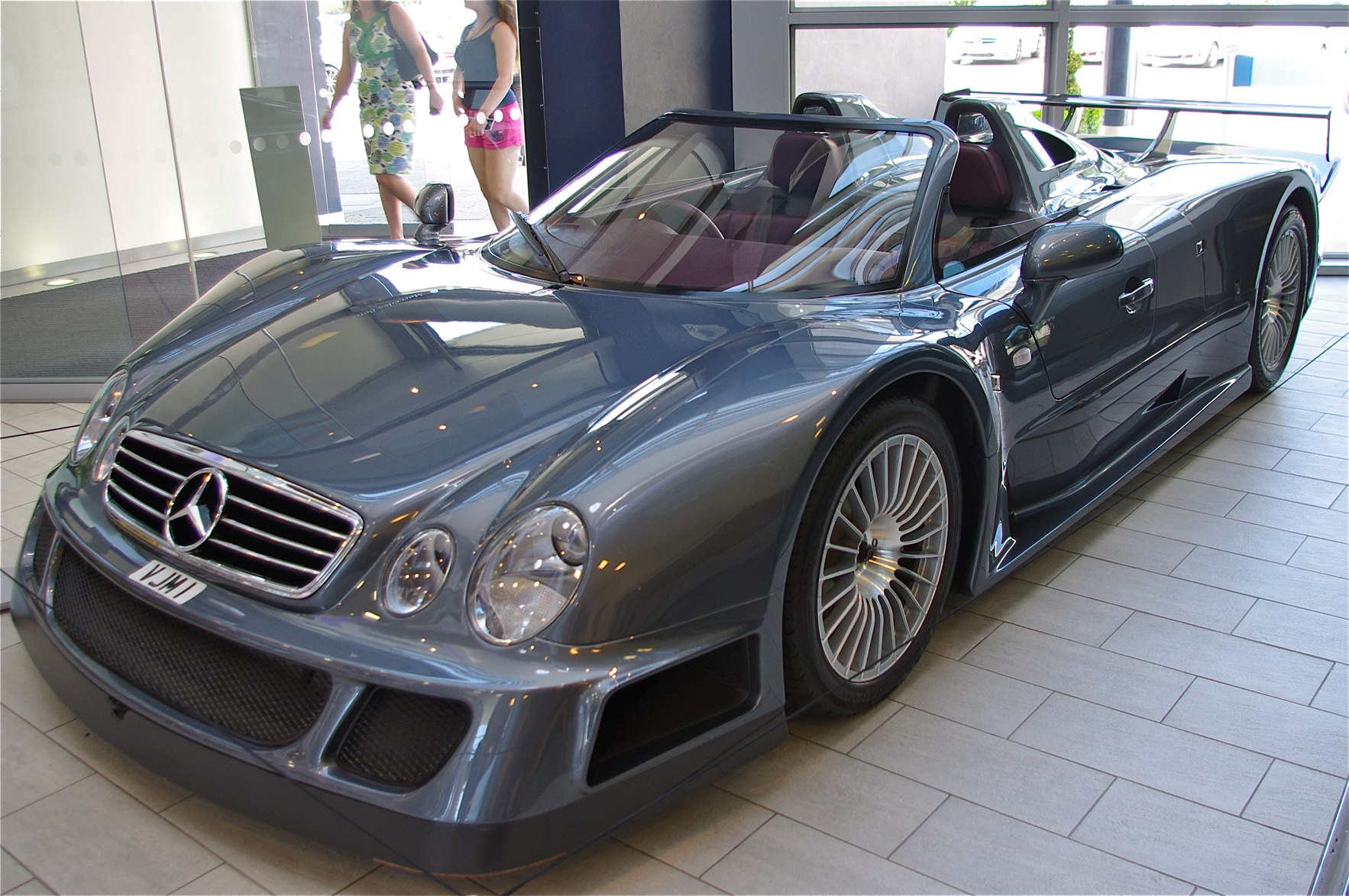
Mercedes-Benz CLK Roadster

Mercedes-Benz CLK GTR został zaprezentowany po raz pierwszy w 1998 roku.
Cywilny wariant CLK GTR skonstruowany został przez Mercedes-AMG przy zachowaniu minimalnych różnic wizualnych. Samochód zachował elementy zapożyczone z CLK, a także charakterystyczne, masywne nadkola i unoszone do góry drzwi. Kluczowym komponentem unikalnym dla cywilnego CLK GTR został z kolei tylny spojler zintegrowany z karoserią.
Wersje cywilne, prócz standardowego modelu z silnikiem V12 6.1L, były także wyposażone w silnik zmodernizowany przez brytyjską firmę Ilmor Engineering (6.9L). Ponadto, po przejęciu projektu przez dział Mercedesa AMG złożony z konstruktorów samochodów wyścigowych - H.W.A. - w 2002 roku pojawiły się wersje CLK GTR Roadster i SuperSport (SS).

### CLK GTR Roadster
Roadster był, stworzoną w 5 egzemplarzach, otwartą wersją CLK GTR, wyposażoną w mocniejszy silnik 6.9L (ale nie ten, który tworzyła Ilmor), natomiast w stworzonym w liczbie 25 sztuk modelu SuperSport umieszczono silnik AMG 7.3L znany z takich samochodów, jak Mercedes SL 73 AMG czy Pagani Zonda. 

### Dane techniczne
- V12 6,9 l (6898 cm³), 4 zawory na cylinder, DOHC
- Układ zasilania: wtrysk Bo SP
- Średnica × skok tłoka: 89,00 mm × 92,40 mm
- Stopień sprężania: 10,5:1
- Moc maksymalna: 620,5 KM (456,4 kW) przy 6800 obr./min
- Maksymalny moment obrotowy: 770 N•m przy 5250 obr./min
- Przyspieszenie 0-100 km/h: 3,8 s
- Prędkość maksymalna: 320 km/h